# 芳養松原
芳養松原（はやまつばら）は、和歌山県田辺市の町丁。2020年3月末現在の人口は1,591人。郵便番号は646-0063。

## 地理
田辺市の南東、西が太平洋に面する芳養川の河口域、北で芳養町、東で元町、南で明洋・目良に接する。紀勢本線と国道42号が通過する。

### 河川
- 芳養川

## 歴史
2007年（平成19年）11月5日 - 芳養町より松原一丁目及び二丁目（一部）、元町より芳養松原二丁目（一部）が起立。

## 交通

### 鉄道路線
西日本旅客鉄道
- 紀勢本線
芳養駅

### バス
龍神自動車
- 西線
本社・あけぼの - 紀南病院 - 紀伊田辺 - 芳養駅 - 南部駅 - 福井 - 西 - 龍神温泉 - 季楽里
- 上芳養線
本社・あけぼの - 紀南病院 - 紀伊田辺 - 芳養駅 - 上小恒
- 受領線
本社・あけぼの - 紀南病院 - 紀伊田辺 - 芳養駅 - 南部駅 - 受領

明光バス
- 南部線 
  - 田辺駅 - 海蔵寺町 - 元町 - 明洋団地 - 芳養駅 - 南部駅
  - 田辺駅 - 海蔵寺町 - 元町 - 目良 - かんぽの宿 - 中浜 - 芳養駅 - 南部駅

### 道路
- 国道42号

## 施設
- 田辺市立芳養保育所
- 田辺市立芳養小学校
- 芳養公民館
- 田辺芳養郵便局
- 紀南農協芳養支所
- 大神社
- 善徳寺
- 浦安神社
- 芳養一里塚
- 不動尊堂